# جک کوپر (بازیکن فوتبال اهل انگلستان)
جک کوپر (انگلیسی: Jack Cooper; ۲۵ فوریهٔ ۱۸۸۷ – ۱۹۵۲ (۶۴−۶۵ سال)) بازیکن فوتبال اهل بریتانیا بود.
از باشگاه‌هایی که در آن بازی کرده‌است می‌توان به باشگاه فوتبال بارنزلی و باشگاه فوتبال نیوپورت کانتی اشاره کرد.